# 合头女蒿
合头女蒿（学名：Hippolytia syncalathiformis）为菊科女蒿属的植物，是中国的特有植物。分布于中国大陆的西藏等地，生长于海拔4,500米至5,400米的地区，见于高山草甸，目前尚未由人工引种栽培。